# Courpiac
Courpiac é uma comuna francesa na região administrativa da Nova Aquitânia, no departamento da Gironda. Estende-se por uma área de 2,21 km². Em 2010 a comuna tinha 127 habitantes (densidade: 57,5 hab./km²).